# 化胎
以中國風水而言，客家所指的化胎其原意為孕育萬物之一切事務以及承受天地之氣之地，亦是客家傳統家宅最重要的區域，而在風水上象徵安穩。
化胎其位置就像家宅背後的支撐一般。